# سمير سنوسي
سمير سنوسي هوساوي لاعب كرة قدم سعودي ، يلعب كظهير أيسر.

## مسيرة اللاعب
لعب في الفئات السنية في نادي أحد و لعب بعدها مع نادي الأنصار ونادي الخلود ونادي الذهب.